# Mohamed Magassouba
Pour les articles homonymes, voir Magassouba.
Mohamed Magassouba est un entraîneur malien de football.

## Biographie
Il est entraîneur par intérim de l'équipe nationale du Mali entre septembre 2017 et juillet 2019, avant de devenir entraîneur en chef de cette équipe en octobre 2019. Le 1er avril 2022, la fédération malienne annonce son licenciement après la non-qualification du Mali au Mondial 2022.